# Velkovți, Gabrovo
Velkovți (în bulgară Велковци) este un sat în comuna Gabrovo, regiunea Gabrovo,  Bulgaria. 

## Demografie
Componența etnică a satului Velkovți
     Bulgari (95,32%)
     Nicio identificare (4,67%)
     Altele (0%)
La recensământul din 2011, populația satului Velkovți era de 107 locuitori. Din punct de vedere etnic, majoritatea locuitorilor (95,32%) erau bulgari. Pentru 4,67% din locuitori nu este cunoscută apartenența etnică.